# 2011年韓國演藝圈潛規則醜聞
2011年韓國演藝圈潛規則醜聞，指2011年3月自殺死亡兩年的韩国女演員张紫妍遺書公開之後，在當地演艺界所引起的喧然大波，及後續爆發的多位女演員遭偷拍不雅视频在互联网上大肆流传事件。是2011年来，一起互联网揭露演艺界潜规则黑幕的重大事件。

## 外部連結
- 韩国演艺圈悲惨事件:女星潜规则大批艳照流出(组图)
- 娱乐圈潜规则成夺命杀手 韩国10大美女之死（页面存档备份，存于）
- 韩星“潜规则”伤不起 这回是107G的“艳照”
- 挥泪忍痛被老板潜规则的女星（页面存档备份，存于）